# Mangosta de coll ratllat
La mangosta de coll ratllat (Urva vitticolla) és una espècie de mangosta.

## Descripció
És la més grossa de les mangostes asiàtiques (Urva). El cap i el cos tenen una longitud al voltant dels 54 centímetres, mentre que la cua fa uns 38 centímetres. Té un cos robust amb potes curtes. És fàcil de distingir per les ratlles negres que discorren lateralment a banda i banda del seu coll.
La coloració del cos va d'un marró òxid al gris bru. La seva cua relativament curta és bàsicament negre, amb el mateix color que la resta del cos a la base.
El crani és gros, aplanat i amb una regió frontal ample. El musell és estret i puntegut, i les seves dents poderoses són més grans que les de la resta de membres del gèneres Herpestes asiàtics.

## Dieta
S'alimenta de granotes, crancs, tragúlids, llebres, rosegadors, aus de corral i rèptils.

## Hàbitat i comportament
Es tracta d'una espècie d'hàbits més aviat diurns, que viu preferiblement prop de l'aigua a les zones boscoses. Sovint es troben a pantans i arrossars.
Se les troba al sud de l'Índia i a Sri Lanka.

## Subespècies
Existeixen dues subespècies conegudes: U. v. vitticolla, que es troba als Ghats Occidentals, Coorg i Kerala, i té un color vermellós en el seu pelatge, i U. v. inornata, que es troba a Kanara, i no té el pelatge de color vermellós.